# Église Santi Gervasio e Protasio
L'église Santi Gervasio e Protasio (Saints-Gervais-et-Protais) est une église de Pavie, en Italie du Nord.

## Histoire
Il s'agit de la plus ancienne église de la ville, elle a abrité, pendant plus de six cents ans, le corps de Syrus de Pavie, le fondateur  de la première communauté chrétienne de Pavie, vivant dans la première moitié du IVe siècle.
Elle a été dédiée aux saints Gervais et Protais, martyrs du IIIe siècle, à la suite de la garde de leurs reliques, découvertes en 386.  
En 1949, des fouilles archéologiques menées sur la place devant l'église ont mis au jour certaines structures de la basilique paléochrétienne datant des décennies comprises entre le Ve et le VIe siècle, et en particulier certaines parties de l'abside. Le premier évêque de Pavie, Saint Syrus (plus tard transféré à la cathédrale), et le second, Saint Pompée (vécu au IVe siècle) ont également été enterrés dans le bâtiment d'origine. Les rois lombards Cleph et Authari ont été enterrés dans l'église. 
Au cours des années, elle a accueilli des moines bénédictins au XIIe siècle, ainsi qu'un hospice pour les pèlerins, établi en 1366 et reconstruit à la fin du XVIe siècle. Les Franciscains ont reconstruit l'église que nous voyons maintenant entre 1712 et 1718. 
En 1751, la paroisse comptait 1000 personnes. Le couvent fut supprimé en 1782 par décret de l'empereur Joseph II et l'église fut transformée en paroisse. 
En 2004, il a été trouvé dans la chapelle de San Siro, un cycle de fresques du XVIe siècle, estimée comme la plus importante découverte artistique du siècle à Pavie.

## Architecture
De l'édifice paléochrétien d'origine, il ne reste presque rien en surface à l'exception de quelques murs du clocher, tandis que de l'église romane, outre le clocher (datant du XIe siècle), subsistent également des portions de mur, couronnées en suspendant des arcs le long des côtés du bâtiment.
Au-dessus de l'atrium du portique, trois fenêtres donnent sur l'espace intérieur de la contre-façade qui abrite l'orgue.La façade du XVIIIe siècle, non achevée, est très simple et comporte un petit portique à trois lumières et se termine par un tympan sans enduit, tripartite par des pilastres. L'intérieur, selon les préceptes du Concile de Trente, a une seule salle couverte par une voûte en berceau avec six chapelles latérales, trois de chaque côté.
La première chapelle à gauche est dédiée aux saints crucifiés Dix mille martyrs. Sous l'autel en 2002, la relique de San Gunifortus (originaire d'Écosse et martyrisé à Milan à l'époque de l'empereur Maximien) a été placée, une relique qui était déjà présente dans l'église depuis 1790 lorsqu'elle a été transportée de l'église Santa Maria Gualtieri . En raison des modalités de son martyre, à travers de nombreuses flèches, le saint était autrefois très vénéré comme protecteur contre la peste.
La deuxième chapelle à gauche (chapelle de saint Syrus) abrite le baptistère. Lors de certaines fouilles archéologiques menées à l'intérieur de la chapelle en 1875, le sarcophage original en granit a été retrouvé dans lequel le corps de Saint Syrus a été placé au IVe siècle. Dans la chapelle se trouve un bas-relief du XIIe siècle représentant le saint.
La troisième chapelle à gauche était dédiée à Saint Antoine de Padoue et appartenait à la noble famille Botta Adorno. La chapelle abrite la tombe du haut fonctionnaire des Habsbourg Antoniotto Botta Adorno.

## Source
- (it) Cet article est partiellement ou en totalité issu de l’article de Wikipédia en italien intitulé « Pavia#Chiese di Pavia » (voir la liste des auteurs).